# Pliniusz Starszy

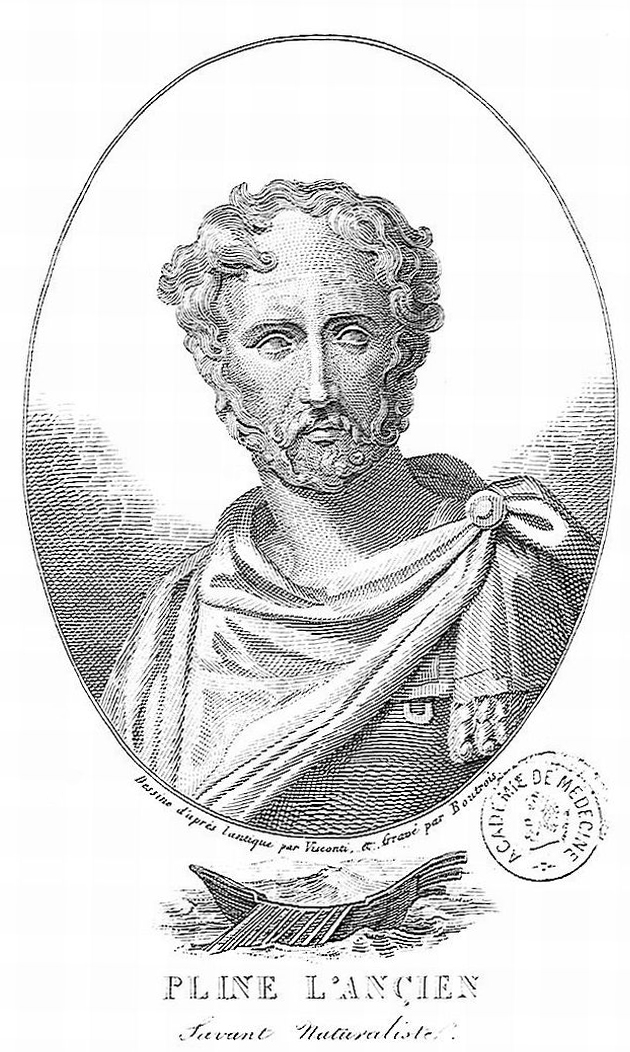
Gajusz Pliniusz Starszy. XIX-wieczne wyobrażenie

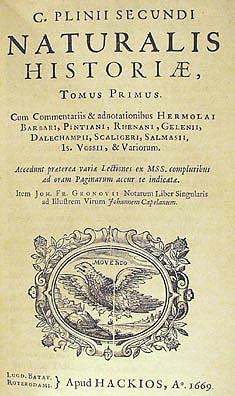
Naturalis historia

Gaius Plinius Secundus zwany Starszym (Maior) (ur. 23 r. n.e. w Comum Novum, dzisiaj Como we Włoszech, zm. 25 sierpnia 79 n.e. w Stabiach, dzisiaj Castellammare di Stabia) – historyk i pisarz rzymski. 

## Życiorys
Kształcił się w Rzymie. Należał do stanu ekwitów i pełnił różne funkcje wynikające z tej przynależności. Za czasów Wespazjana był prokuratorem (zarządcą) kolejno w Hiszpanii, Germanii, Galii i Afryce. Zginął w czasie wybuchu Wezuwiusza, gdy jako dowódca eskadry rzymskich okrętów spieszył na pomoc ludności. Chciał także przyjrzeć się z bliska skutkom aktywności wulkanu. Jego śmierć w listach do Tacyta opisał Pliniusz Młodszy (siostrzeniec).

## Twórczość
Napisał wiele dzieł: Bella Germaniae libri XX (Historia Wojen Rzymian z Germanami) oraz A fine Aufidii Bassi (Od końca dzieła Aufidiusa Bassusa), dzieło przedstawiające dzieje współczesne od momentu, w którym zakończył swoją historię Aufidius Bassus (te dwie prace zaginęły; dowiadujemy się o nich pośrednio). Jedynym dziełem zachowanym jest Naturalis historia (Historia naturalna), rodzaj encyklopedii w 37 księgach (kosmologia, geografia, botanika, fizjologia, mineralogia, itd.). Jest to kopalnia wiedzy i wyobrażeń czasów rzymskich. Informacje o Europie północnej zaczerpnął z traktatu Pyteasza z Massalii O Oceanie z IV wieku p.n.e.